# Encarsia gigas
Encarsia gigas är en stekelart som först beskrevs av Chumakova 1957.  Encarsia gigas ingår i släktet Encarsia och familjen växtlussteklar. Inga underarter finns listade i Catalogue of Life.